# Klaus Garber
Klaus Garber (* 3. Juli 1937 in Hamburg) ist ein deutscher Germanist, Literaturwissenschaftler und Literaturtheoretiker.

## Leben
Klaus Garber studierte Germanistik, Philosophie und Theologie an der Universität Bern, der Universität Hamburg und der Universität Göttingen. Er absolvierte außerdem Studien der Sozialphilosophie und Politikwissenschaft an der Universität Marburg und der Universität Frankfurt am Main. 1970 wurde er in Bonn bei Richard Alewyn promoviert mit der Dissertation Der locus amoenus und der locus terribilis. Bild und Funktion der Natur in der deutschen Landlebendichtung. Anschließend war er Habilitationsstipendiat der Deutschen Forschungsgemeinschaft.
Im Jahr 1975 wurde er Professor für Literaturtheorie und Geschichte der Neueren Literatur an der Universität Osnabrück, Direktor des dortigen Interdisziplinären Instituts für Kulturgeschichte der Frühen Neuzeit und Mitglied der Historischen Kommission für Schlesien. Im Jahr 2004 wurde ihm die Ehrendoktorwürde des Fachbereichs Sprach-, Literatur- und Medienwissenschaft der Universität Hamburg verliehen.
Neben zahlreichen Publikationen als Autor und Herausgeber wurde 2019 seine Autobiografie LebensReise veröffentlicht.

## Veröffentlichungen (Auswahl)

### Als Autor
- Der locus amoenus und der locus terribilis. Bild und Funktion der Natur in der deutschen Schäfer- und Landlebendichtung des 17. Jahrhunderts (Literatur und Leben. NF 16). Böhlau Verlag Köln/Weimar/Wien 1974, ISBN 3-412-01874-0.
- Martin Opitz, „der Vater der deutschen Dichtung“. Eine kritische Studie zur Wissenschaftsgeschichte der Germanistik. Metzler Verlag, Stuttgart 1976. ISBN 3-476-00343-4.
- Zum Bilde Walter Benjamins. Studien – Porträts – Kritiken. Wilhelm Fink Verlag, Paderborn/München 1992. ISBN 3-7705-2773-9 (urn:nbn:de:bvb:12-bsb00041251-1).
- Nation – Literatur – Politische Mentalität. Beiträge zur Erinnerungskultur in Deutschland. Essays – Reden – Interventionen. Wilhelm Fink Verlag, Paderborn/München 2004. ISBN 3-7705-3753-X (urn:nbn:de:bvb:12-bsb00041332-1).
- Das alte Buch im alten Europa. Auf der Spurensuche in den Schatzhäusern des alten Kontinents. Wilhelm Fink Verlag, Paderborn/München 2006. ISBN 3-7705-3234-1 (urn:nbn:de:bvb:12-bsb00041260-1).
- Zum Bilde Richard Alewyns. Wilhelm Fink Verlag 2005, Paderborn/München. ISBN 3-7705-4057-3 (urn:nbn:de:bvb:12-bsb00041440-1).
- Walter Benjamin als Briefschreiber und Kritiker. Wilhelm Fink Verlag 2005, Paderborn/München. ISBN 3-7705-4072-7 (urn:nbn:de:bvb:12-bsb00041655-3).
- Schatzhäuser des Geistes. Alte Bibliotheken und Büchersammlungen im Baltikum (Aus Archiven, Bibliotheken und Museen Mittel- und Osteuropas 3). Böhlau Verlag, Köln/Weimar/Wien 2007. ISBN 978-3-412-08106-5.
- Das alte Königsberg. Erinnerungsbuch einer untergegangenen Stadt. Böhlau Verlag, 2008, ISBN 978-3-412-16304-4.
- Literatur und Kultur im Europa der Frühen Neuzeit. Gesammelte Studien. Wilhelm Fink Verlag, Paderborn/München, 2009, ISBN 978-3-7705-4365-6 (urn:nbn:de:bvb:12-bsb00089354-0).
- Arkadien. Ein Wunschbild der europäischen Literatur. Wilhelm Fink Verlag, Paderborn/München, 2009, ISBN 978-3-7705-4892-7 (urn:nbn:de:bvb:12-bsb00089855-1).
- Wege in die Moderne. Historiographische, literarische und philosophische Studien aus dem Umkreis der alteuropäischen Arkadien-Utopie, hg. von Stefan Anders und Axel E. Walther. Verlag Walter de Gruyter, Berlin/Boston 2012, ISBN 978-3-11-028826-1.
- Das alte Breslau. Kulturgeschichte einer geistigen Metropole. Böhlau Verlag, 2014, ISBN 978-3-412-22252-9.
- Martin Opitz – Paul Fleming – Simon Dach. Drei Dichter des 17. Jahrhunderts in Bibliotheken Mittel- und Osteuropas (Aus Archiven, Bibliotheken und Museen Mittel- und Osteuropas 4). Böhlau Verlag, 2014, ISBN 978-3-412-20648-2.
- Literatur und Kultur im Deutschland der Frühen Neuzeit. Gesammelte Studien. Wilhelm Fink Verlag, Paderborn/München 2017, ISBN 978-3-7705-5501-7.
- Das alte Liegnitz und Brieg. Humanistisches Leben im Umkreis zweier schlesischer Piastenhöfe. Böhlau Verlag, 2017, ISBN 978-3-412-50559-2.
- Der Reformator und Aufklärer Martin Opitz (1597–1639). Ein Humanist im Zeitalter der Krisis. Verlag Walter de Gruyter, Berlin/Boston 2018, ISBN 978-3-11-055004-7.
- LebensReise. Blätter des Gedenkens. Autobiografie, Böhlau Verlag, 2019, ISBN 978-3-412-51484-6

### Herausgeberschaften
- Europäische Bukolik und Georgik (Wege der Forschung 355). Wissenschaftliche Buchgesellschaft, Darmstadt 1976, ISBN 3-534-05728-7.
- Handbuch des personalen Gelegenheitsschrifttum in europäischen Bibliotheken und Archiven [Katalogbände] hg. im Zusammenwirken mit der Forschungsstelle Literatur der Frühen Neuzeit und dem Institut für Kulturgeschichte der Frühen Neuzeit der Universität Osnabrück. Olms-Weidmann Verlag, Hildesheim, 31 Bände, 2001–2013
- Handbuch des personalen Gelegenheitsschrifttums in europäischen Bibliotheken und Archiven. Microfiche-Volltextedition. Olms-Weidmann Verlag, Hildesheim 2002–2016
- mit Ute Széll: Das Projekt Empfindsamkeit und der Ursprung der Moderne. Richard Alewyns Sentimentalismus-Forschungen und ihr epochaler Kontext, Wilhelm Fink Verlag, Paderborn/München 2004, ISBN 3-7705-4071-9 (urn:nbn:de:bvb:12-bsb00043471-2).
- mit Hartmut Laufhütte: Sigmund von Birken: Werke und Korrespondenz, Bd. 1: Floridans Amaranten-Garte, Max Niemeyer Verlag, Tübingen 2009, ISBN 978-3-484-28055-7.
- mit Christoph Hendel, Hartmut Laufhütte: 2014: Sigmund von Birken: Werke und Korrespondenz, Bd. 2: Birken-Wälder, Teil 1: Texte. Teil 2: Apparate und Kommentare (Neudrucke deutscher Literaturwerke. NF 77/78), Max Niemeyer Verlag, Tübingen 2014, ISBN 978-3-11-036283-1.